# Черепов (хутор)
Черепов — хутор в Алексеевском районе (городском округе, с 2018) Белгородской области, входит в состав Жуковского сельского поселения.

## Описание
Расположен в восточной части области, в 26 км к югу от районного центра, города Алексеевки. 
| 1859 | 1897 | 2002 | 2010 |
| ---- | ---- | ---- | ---- |
| 813  | ↗879 | ↘113 | ↘100 |

Улицы и переулки
| - ул. Луговая |

## История
Упоминается в Памятной книжке Воронежской губернии за 1887 год как "хуторъ Череповъ" Наголенской волости Бирюченского уезда. Число жителей обоего пола — 857, число дворов — 105.
1859 год - 98 дворов, жителей - 813
1888 год - 122 двора (из страховой ведомости строений от пожара)
1891 год  - 122 двора (из документов о выдаче ссуды хлебом, )
1905 год - 133 двора, жителей - 832